# بول فريتش
بول فريتش (بالفرنسية: Paul Fritsch)‏ كان ملاكم فرنسي صنّف ضمن فئة الوزن الخفيف بدأ مسيرته الاحترافية سنة 1921. حقق الميدالية الذهبية في الألعاب الأولمبية الصيفية 1920.

## إحصائيات
خاض خلال مسيرته 106 نزالا، فاز في 68 وتعادل في 16 وخسر في 22. فاز بالضربة القاضية في 32 نزالا.

## الميداليات
| الميدالية | المسابقة                       |
| --------- | ------------------------------ |
| ذهبية     | الألعاب الأولمبية الصيفية 1920 |

## روابط خارجية
- بول فريتش على موقع بوكس ريك (الإنجليزية) (registration required)
- بول فريتش على موقع اللجنة الأولمبية الدولية (الإنجليزية)
- بول فريتش على موقع أوليمبيديا (الإنجليزية)